# Karen Traviss
Karen Traviss es una autora de ciencia ficción de Wiltshire, Inglaterra. Es la autora de la serie Wess'Har y de la más reciente Nomad, y ha escrito libros de las series Star Wars, Gears of War, Halo y GI Joe. Su trabajo abarca novelas, cuentos, cómics y videojuegos.

## Biografía
Traviss es originaria del área de Portsmouth. Trabajó como periodista y corresponsal de defensa antes de centrar su atención en escribir ficción, y ha servido tanto en el Territorial Army (o Army Reserve, ejército de reservistas) como en el Royal Naval Auxiliary Service (servicio voluntario civil que colabora con la Marina Real británica). Traviss se graduó en la escuela de Ciencia Ficción y Fantasía de Clarion.
Su primera novela publicada, City of Pearl (2004), se centró en el choque de varias civilizaciones alienígenas distintas, varios cientos de años en el futuro. Fue finalista del premio John W. Campbell Memorial Award a la mejor novela de ciencia ficción y del premio Philip K. Dick. Desde entonces, ha escrito cinco secuelas de City of Pearl : Crossing the Line (2004), The World Before (2005), Matriarch (2006), Ally (2007) y Judge (2008).
En 2014, Traviss publicó Going Grey, un tecno-thriller y la primera novela de una serie llamada Ringer .

## Trabajos en otras series

### Guerra de las Galaxias
Además de crear sus propios escenarios ficticios, Traviss ha escrito novelas usando la propiedad intelectual existente, particularmente en el universo de Star Wars . Traviss escribió la serie Republic Commando, comenzando con Hard Contact en 2004 y continuando con Triple Zero (2006), True Colors (2007) y Order 66 (2008). En 2009, se publicó una novela relacionada con los mismos personajes ( Star Wars Imperial Commando: 501st ).
Además de Republic Commando Series, Traviss fue uno de los tres autores contratados por Lucasfilm y la editorial Del Rey Books para escribir una serie de nueve novelas llamada Legacy of the Force (los otros dos autores fueron Aaron Allston y Troy Denning ). Sus tres contribuciones a la serie son Legacy of the Force: Bloodlines (2006), Legacy of the Force: Sacrifice (2007) y Legacy of the Force: Revelation (2008). Temáticamente, su trabajo dentro del universo de Star Wars se ha centrado con frecuencia en los mandalorianos y su cultura. En particular, sus novelas de Republic Commando han explorado temas de identidad con respecto a los soldados clon, su herencia mandaloriana y su interacción con el liderazgo Jedi . Desde entonces, Traviss se separó de Del Rey debido a diferencias creativas.

### Gears of War y Halo
Además de las novelas de Star Wars, Traviss también escribió una novela precuela de Gears of War, Gears of War: Aspho Fields, que se lanzó el 28 de octubre de 2008 (mismo título en español, Timunmas, 2009). Luego pasó a escribir las secuelas Gears of War: Jacinto's Remnant, lanzado el 28 de julio de 2009, Gears of War: Anvil Gate, lanzado el 31 de agosto de 2010 (en español, Gears of War: La puerta de Anvil, Timunmas, 2011) Gears of War: Coalition's End, lanzado el 2 de agosto de 2011, y Gears of War: The Slab, lanzado en mayo de 2012. También se desempeñó como escritora principal de Gears of War 3.
Escribió, con Eric Nylund y Tobias S. Buckell y otros autores, la colección de cuentos Halo Evolutions: Essential Tales of the Halo Universe, que se lanzó en noviembre de 2009.
El 21 de julio de 2010, Traviss anunció en su blog que había firmado un contrato de varios libros para escribir novelas ambientadas en el universo de Halo. El primer libro se desarrolla después de los eventos de Halo: Ghosts of Onyx, y es una continuación de esa historia. Al explicar por qué había accedido a escribir en el universo de Halo, Traviss dijo que "lo creas o no, realmente he encontrado una buena razón para rechazar series que presentan a tipos fuertemente blindados e inviablemente armados que luchan por encontrar su lugar en un mundo hostil". No soy una escritora delicada para tipos con braguero. Pero esto es Halo. Hay un dilema moral incómodo y perturbador en el corazón de la historia, y si hay algo a lo que no puedo resistirme más que al dinero, es a explorar dilemas morales (con armas grandes, naturalmente)." 
Traviss también ha escrito cómics. Comenzó con una temporada en Gears of War antes de pasar a Batman: Arkham Unhinged. En 2014 comenzó a escribir cómics de GI Joe para IDW Publishing.

### Las guerras de Wess'har
- City of Pearl (marzo 2004)
- Crossing the Line (septiembre 2004)
- The World Before (octubre 2005)
- Matriarch (octubre 2006)
- Ally (marzo 2007)
- Judge (marzo 2008)

### Novelasde Star Wars
- Republic Commando
  - Hard Contact (noviembre 2004)
  - Triple Zero (febrero 2006)
  - True Colors (octubre 2007)
  - Order 66 (septiembre 2008)
  - 501st[12] (October 2009), Book 1 of the Imperial Commando series
- The Clone Wars
  - The Clone Wars (julio 2008) (novelización deThe Clone Wars film)
  - No Prisoners[13] (mayo 2009)
- Legacy of the Force
  - Bloodlines (August 2006), Book 2 de Legacy of the Force (follows Betrayal; followed by Tempest)
  - Sacrifice (mayo 2007), Book 5 de Legacy of the Force (follows Exile; followed by Inferno)
  - Revelation (febrero 2008), Book 8 de Legacy of the Force (follows Fury; followed by Invincible)

### SerieGears of War
- Aspho Fields (octubre 2008)
- Jacinto's Remnant
- Anvil Gate
- Coalition's End (agosto 2011)
- The Slab (mayo 2012)

### Novelasde Halo
- Kilo-Five Trilogy
  - Halo: Glasslands, a sequel to Halo: Ghosts of Onyx (25 octubre 2011)[14]
  - Halo: The Thursday War (2 octubre 2012)
  - Halo: Mortal Dictata (21 enero 2014)

### SerieRinge
- Going Grey (2014)
- Black Run (2017)

### Historias cortas deStar Wars
- "Omega Squad: Targets", en Star Wars Insider 81 (reimpreso en Star Wars Republic Commando: Triple Zero)
- "In His Image", en Vader: The Ultimate Guide (reimpreso en edición de bolsillo en Star Wars: Legacy of the Force - Betrayal)
- "A Two-Edged Sword", sequel to In His Image, en Star Wars Insider 85 (reimpreso en bolsillo en Star Wars: Legacy of the Force - Betrayal)
- "Odds" en Star Wars Insider 87 (reimpreso en Star Wars Republic Commando: True Colors)
- "Boba Fett: A Practical Man" e-novella (2006) (reimpreso en edición de bolsillo en Star Wars: Legacy of the Force - Sacrifice)

### Otros relatos
- "Strings", en Realms of Fantasy julio 2002
- "A Slice at a Time", en Asimov's Science Fiction julio 2002
- "Suitable for the Orient", en Asimov's Science Fiction febrero 2003
- "Return Stores", en Realms of Fantasy febrero 2003
- "The Man Who Did Nothing", en Realms of Fantasy junio 2003
- "Does He Take Blood?", en Realms of Fantasy agosto 2003
- "Human Weakness", en Halo: Evolutions: Essential Tales of the Halo Universe (Tor Books, noviembre 2009)

### Cómics
- Gears of War #15-24 (febrero 2011 - junio 2012)
- Batman: Arkham Unhinged #44-58 (septiembre 2012 - enero 2013)
- G.I. Joe (IDW Publishing) #1-8 (septiembre 2014 - abril 2015)
- Sensation Comics Featuring Wonder Woman (DC Comics) #14 (septiembre 2015)

### Ensayos
- "I Gotta Get Me One of Those", en el ensayo antología Navigating the Golden Compass: Religion, Science & Daemonology in Philip Pullman's His Dark Materials (Smart Pop Series, BenBella Books, agosto 2005)
- "Driving GFFA 1: or How Star Wars Loosened My Corsets", en Star Wars on Trial : Science Fiction and Fantasy Writers Debate the Most Popular Science Fiction Films of All Time (ed. David Brin, 2006).

### Caracteres
- "Guide to the Grand Army of the Republic" en Star Wars Insider 84 (coautora con Ryan Kaufman)
- "The Mandalorians: People and Culture" en Star Wars Insider 86
- "Sprinting the Marathon" en Emerald City. Traviss explica por qué escribe spin-off ficción.